# Nyugat-kaukázusi kecske
A nyugat-kaukázusi kecske vagy kubáni túr (Capra caucasica) az emlősök (Mammalia) osztályának párosujjú patások (Artiodactyla) rendjébe, ezen belül a tülkösszarvúak (Bovidae) családjába és a kecskeformák (Caprinae) alcsaládjába tartozó faj.

## Előfordulása
A Kaukázus nyugati felén található meg Grúzia és Oroszország európai részén. A durva hegyvidéki terepen él, a tengerszint felett 800-4000 méter közötti magasságban.
A Természetvédelmi Világszövetség vöröslistája veszélyeztetett fajként tartja nyilván, mivel a becslések szerint vadon élő populációja kevesebb, mint 5000-6000 egyedből áll.

## Alfajai
- Capra caucasica caucasica Güldenstädt & Pallas, 1783
- Capra caucasica severtzovi Menzbier, 1888

Egyes rendszerezők szerint a kelet-kaukázusi kecske (Capra cylindricornis) is ennek a kecskefajnak az alfaja Capra caucasica cylindricornis név alatt.

## Megjelenése

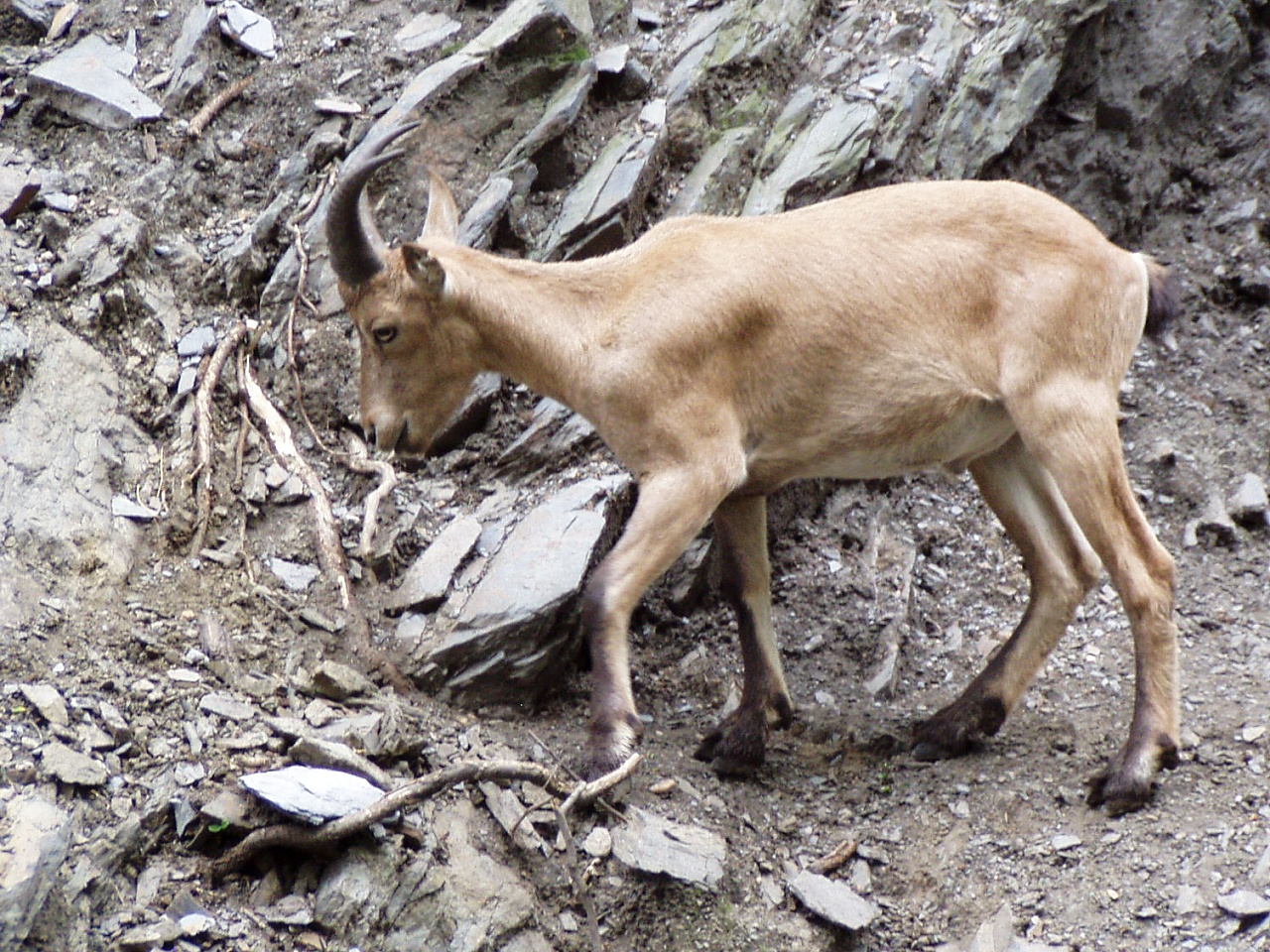
A nőstény

A nyugat-kaukázusi kecske marmagassága 1 méter, súlya 65 kg. Nagy, de keskeny teste és rövid lábai vannak. Bundája gesztenyebarna, a hasa sárga és a lábai sötétebbek. Szarva kardalakú és erősen bordázott. A szarvak a bakok esetében kb. 70 cm-es hosszúságúra nőnek meg, a nőstényeké pedig jóval kisebbek.

## Életmódja
Éjjeli állat, éjszaka nyílt terepen legel és a nappalt menedékbe töltik. A nőstények mintegy 10 egyedből álló csordában élnek, míg a bakok magányosak.
Többnyire füvek és levelek alkotják táplálékát. Legfőbb ragadozói a kaszpi farkas és az eurázsiai hiúz, de valószínűleg vadászhat rá a perzsa leopárd és a szíriai barna medve is.